# 8466 Лейра
8466 Лейра (8466 Leyrat, 1981 EV34, 1995 ST29) — астероїд головного поясу, відкритий 2 березня 1981 року.
Тіссеранів параметр щодо Юпітера — 3,387.